# Сутекау, Фриц
Фриц Сутекау (нидерл. Frits Soetekouw; 16 июня 1938, Амстердам — 3 мая 2019, Пюрмеренд, Северная Голландия) — нидерландский футболист, игравший на позиции защитника.
Начинал карьеру в клубе АДМ, а в 1959 году перешёл в команду первого дивизиона «Де Волевейккерс». В 1964 году стал игроком «Аякса», где играл в течение трёх сезонов. Всего за «Аякс» провёл 85 матчей и забил 2 гола, дважды выигрывал с командой титул чемпиона Нидерландов. Затем выступал за ПСВ и ДВС.
За сборную Нидерландов сыграл один матч в 1962 году, став первым и единственным игроком «Де Волевейккерса», сыгравшим за сборную.
После игровой карьеры в основном работал тренером в различных любительских клубах, в сезоне 1985/86 был ассистентом Йопа Бранда в клубе АЗ’67.

## Личная жизнь
Отец — Вилхелмюс Сутекау, родился на территории Германской империи в семье нидерландцев, мать — Мария Эваудс, была родом с острова Терсхеллинг. Родители поженились в феврале 1934 года в Амстердаме. В их семье было ещё двое детей: сын Вилхелмюс и дочь Мария.
Женился в возрасте двадцати одного года — его супругой стала 20-летняя Сонья Хартог, уроженка Зандама. Их брак был зарегистрирован 19 ноября 1959 года в Зандаме. В браке родилось трое детей: дочь Марейке, сыновья Алекс и Миша.
В 1980 году вместе с партнёром открыл страховую контору, которая позже стала полностью его компанией.
Умер 3 мая 2019 года в возрасте 80 лет в доме престарелых в Пюрмеренде. В последние месяцы жизни его состояние ухудшалось из-за болезни Альцгеймера.

## Достижения
«Аякс»
- Чемпион Нидерландов (2): 1965/66, 1966/67

## Статистика

### Выступления за клубы по сезонам
| Клуб             | Сезон            | Лига | Лига | Кубок Нидерландов | Кубок Нидерландов | Европейские кубки | Европейские кубки | Итого | Итого |
| Клуб             | Сезон            | Игры | Голы | Игры              | Голы              | Игры              | Голы              | Игры  | Голы  |
| ---------------- | ---------------- | ---- | ---- | ----------------- | ----------------- | ----------------- | ----------------- | ----- | ----- |
| Де Волевейккерс  | 1959/60          | 5+   | 2    | —                 | —                 | —                 | —                 | 5+    | 2     |
| Де Волевейккерс  | 1960/61          | 6+   | 3    | 3+                | 1                 | —                 | —                 | 9+    | 4     |
| Де Волевейккерс  | 1961/62          | 33   | 3    | 0                 | 0                 | —                 | —                 | 33    | 3     |
| Де Волевейккерс  | 1962/63          | 24   | 2    | 1                 | 0                 | —                 | —                 | 25    | 2     |
| Де Волевейккерс  | Итого            | 68+  | 10   | 4+                | 1                 | —                 | —                 | 72+   | 11    |
| Хераклес         | 1963/64          | 13   | 0    | ?                 | 0                 | —                 | —                 | 13    | 0     |
| Хераклес         | Итого            | 13   | 0    | ?                 | 0                 | —                 | —                 | 13    | 0     |
| Аякс             | 1964/65          | 24   | 1    | 1                 | 0                 | —                 | —                 | 25    | 1     |
| Аякс             | 1965/66          | 30   | 1    | 5                 | 0                 | —                 | —                 | 35    | 1     |
| Аякс             | 1966/67          | 19   | 0    | 0                 | 0                 | 6                 | 0                 | 25    | 0     |
| Аякс             | Итого            | 73   | 2    | 6                 | 0                 | 6                 | 0                 | 85    | 2     |
| ПСВ              | 1967/68          | 32   | 0    | 2                 | 0                 | —                 | —                 | 34    | 0     |
| ПСВ              | Итого            | 32   | 0    | 2                 | 0                 | —                 | —                 | 34    | 0     |
| ДВС              | 1968/69          | 29   | 0    | 4+                | 0                 | —                 | —                 | 33    | 0     |
| ДВС              | 1969/70          | 22   | 0    | 2                 | 0                 | —                 | —                 | 24    | 0     |
| ДВС              | 1970/71          | 12   | 0    | 2                 | 0                 | —                 | —                 | 14    | 0     |
| ДВС              | Итого            | 63   | 0    | +8                | 0                 | —                 | —                 | 71+   | 0     |
| Всего за карьеру | Всего за карьеру | 249+ | 12   | 20+               | 1                 | 6                 | 0                 | 275+  | 13    |

### Матчи Сутекау за сборную Нидерландов
| Матчи Сутекау за сборную Нидерландов | Матчи Сутекау за сборную Нидерландов | Матчи Сутекау за сборную Нидерландов | Матчи Сутекау за сборную Нидерландов | Матчи Сутекау за сборную Нидерландов | Матчи Сутекау за сборную Нидерландов |
| ------------------------------------ | ------------------------------------ | ------------------------------------ | ------------------------------------ | ------------------------------------ | ------------------------------------ |
| №                                    | Дата                                 | Соперник                             | Счёт                                 | Голы Сутекау                         | Соревнование                         |
| 1                                    | 14 октября 1962                      | Бельгия                              | 0:2                                  | —                                    | Товарищеский матч                    |

Итого: 1 матч / 0 голов; 0 побед, 0 ничьих, 1 поражение.